# Natalla Mańkouska
Natalla Mańkouska (biał. Наталля Манькоўская, ros. Наталья Маньковская, Natalja Mańkowska) – białoruska lekarz chirurg, działaczka społeczna, obrończyni praw człowieka, w tym środowisk LGBT; członkini Białoruskiego Komitetu Helsińskiego, zastępczyni przewodniczącego Projektu Obrony Praw Człowieka „HiejBiełaruś”.

## Życiorys
Z zawodu lekarz chirurg. Pracowała w 7. Miejskiej Poliklinice w Mińsku. Jest członkinią Białoruskiego Komitetu Helsińskiego. Jako obserwatorka z ramienia tej organizacji, w czasie odbywających się w 2011 roku milczących protestów w ramach tzw. rewolucji przez sieci społecznościowe, angażowała się w obronę osób zatrzymanych. Z powodu poglądów politycznych wzywana była na „rozmowy profilaktyczne” do przełożonych w pracy, podczas których starano się ją zniechęcić do działalności politycznej i społecznej. W październiku 2011 roku zwolniła się z pracy z powodu, jak twierdzi, nacisków i ograniczeń wywieranych na nią przez kierownictwo. Co najmniej od października 2011 roku pełni funkcję zastępczyni przewodniczącego Projektu Obrony Praw Człowieka „HiejBiełaruś”. 4 listopada 2011 roku przyszła na salę sądową, w której odbywał się proces obrońcy praw człowieka Alaksandra Bialackiego, w koszulce z jego wizerunkiem i hasłem wzywającym do jego uwolnienia, za co została zatrzymana przez milicję. 19 grudnia 2011 roku brała udział w proteście w Mińsku w pierwszą rocznicą brutalnego rozpędzenia demonstracji przeciwko sfałszowaniu wyborów prezydenckich, za co była aresztowana i sądzona. W czerwcu 2014 roku uczestniczyła w misji obserwacyjnej podczas wyborów prezydenckich na Ukrainie w ramach Europejskiej Sieci Organizacji Monitorujących Wybory (ENEMO).

## Poglądy
Zdaniem Natalli Mańkouskaj, tolerancyjność Białorusinów, uważana często za ich cechę narodową, jest mitem. W przypadku, gdy poruszana jest kwestia praw środowisk LGBT czy inne niepopularne w społeczeństwie idee, można spotkać się z mową nienawiści nawet ze strony osób publicznych, które deklarują zaangażowanie w walkę o prawa człowieka, demokrację i tolerancję.